# Gottfried Michael Koenig
Gottfried Michael Koenig (ur. 5 października 1926 w Magdeburgu, zm. 30 grudnia 2021 w Culemborgu) – niemiecki kompozytor, teoretyk muzyki i pedagog.

## Życiorys
Początkowo uczył się prywatnie gry na fortepianie, organach i skrzypcach (1936–1944), następnie studiował muzykę kościelną w Brunszwiku (1946–1947). W latach 1947–1948 kształcił się w Städtische Musikschule w Brunszwiku, w latach 1948–1950 studiował kompozycję pod kierunkiem Güntera Bialasa oraz analizę muzyczną u Wilhelma Malera i akustykę u Ericha Thienhausa w Nordwestdeutsche Musikakademie w Detmold.
W 1951 uczestniczył w zajęciach prowadzonych przez Wernera Meyer-Epplera i Herberta Eimerta podczas Międzynarodowych Letnich Kursach Nowej Muzyki w Darmstadcie, co ukierunkowało jego zainteresowanie ku muzyce elektronicznej. Następnie podjął studia uzupełniające z zakresu technologii muzyki w Hochschule für Musik w Kolonii (1953–1954) oraz uczęszczał na kursy elektronicznego przetwarzania danych na Uniwersytecie Kolońskim (1960). Ponadto ukończył kurs znajomości elektronicznych maszyn cyfrowych (1963–1964).
W 1953–1964 pracował w elektronicznym studiu NWDR (obecnie WDR), początkowo jako asystent, potem jako stały pracownik i kompozytor. Skomponował tam liczne własne utwory i zrealizował dzieła innych kompozytorów, takich jak m.in. Bengt Hambraeus, Mauricio Kagel, György Ligeti, Henri Pousseur. Asystował też Karlheinzowi Stockhausenowi przy realizowaniu jego pierwszego głośnego dzieła elektronicznego Gesang der Jünglinge (1956), a także Kontakte (1960).
W latach 1962–1964 wykładał muzykę elektroniczną w Hochschule für Musik w Kolonii. Od 1962 prowadzi zajęcia na Letnich Kursach w Darmstadcie i na Kursach Nowej Muzyki w Kolonii (Kölner Kurse für neue Musik) oraz w Sztokholmie, Bilthoven i Essen.
W 1964 objął kierownictwo artystyczne i naukowe w STEM (Studio for Electronic Music) przy Uniwersytecie w Utrechcie, przekształcone w 1986 w Instituut voor Sonologie przy Królewskim Konserwatorium w Hadze. Przeniósł tam wówczas produkcję muzyki elektronicznej studia Philips Research Laboratories z Eindhoven i zintegrował ją z programami nauczania w studiach Uniwersytetu Technicznego w Delfcie i CEM (Contactorgaan Elektronische Muziek) w Bilthoven, a w 1971 zainstalował pierwszy komputer typu PDP-15, łącząc działalność pedagogiczną Instytutu z realizacją muzyki komputerowej i badaniami nad nią.
W 2002 Wydział Filozoficzny Uniwersytetu Kraju Saary w Saarbrücken przyznał mu doktorat honoris causa. W semestrze zimowym 2002/2003 był profesorem wizytującym muzyki komputerowej na Uniwersytecie Technicznym w Berlinie. W 2010 otrzymał Giga-Hertz-Preis przyznawaną przez centrum sztuki i mediów ZKM w Karlsruhe. W 2016 został wybrany członkiem Akademie der Künste w Berlinie.

## Twórczość
Styl Koeniga ewoluował od serializmu i aleatoryzmu do muzyki programowanej. Stworzył komputerowe programy umożliwiające generowanie elektronicznych dźwięków w sposób zgodny z koncepcją twórczą kompozytora i w oparciu o bardziej tradycyjne techniki kompozytorskie – Project 1 (1964), Project 2 (1966) i SSP Sound Synthesis Program (1971).
Napisał serię prac teoretycznych z zakresu teorii muzyki elektronicznej zatytułowaną Ästhetische Praxis. Jest autorem wielu publikacji w czasopismach fachowych. Od 1969 był współredaktorem „Electronic Music Reports”, a od 1973 „Sonological Reports”.

## Kompozycje
(na podstawie materiałów źródłowych)

### Utwory sceniczne
- Horae, balet w 3 scenach (1950)

### Utwory orkiestrowe
- Koncert na flet i orkiestrę kameralną (1951)
- Fantazja na orkiestrę (1952)
- Komposition na 16 instr. (1953)
- Diagonalen (1955)
- Orchesterstück 1 (1961)
- Orchesterstück 2 (1962)
- Orchesterstück 3 (1963)
- Beitrag (1986)
- Variants 2 na orkiestrę (2011)

### Utwory kameralne i na instrument solo
- 2 Klavierstücke na fortepian (1957)
- Kwintet na instrumenty dęte (1959)
- Kwartet smyczkowy 1959 (1959)
- Projekt 1, wersja 1 na 14 instr. (1966)
- Projekt 1, wersja 3 na 9 instr. (1967)
- Übung na fortepian (1970)
- 3 ASKO Stücke na małą orkiestrę (1982)
- Segmente 1–7 na fortepian (1982)
- Segmente 99–105 na skrzypce i fortepian (1982)
- Segmente 92–98 na skrzypce i wiolonczelę (1983)
- Segmente 85–91 na flet, flet piccolo, klarnet basowy i wiolonczelę (1984)
- Intermezzo (Segments 85–91) na instr. dęte i fortepian (1987)
- Kwartet smyczkowy 1987 (1987)
- 60 Blätter na trio smyczkowe (1992)
- Concerti e Corali na orkiestrę (1992)
- Das A und das O na sopran, kontralt, harfę i wiolonczelę (1993)
- Per Flauti na 2 flety (1997)
- Variants 1 na klarnet, trio smyczkowe i fortepian (2011)
- Klavierbuch na fortepian (2013)
- Skizzen na skrzypce (2014)
- Intervalle na 2 fortepiany (2016)
- Kanon na flet, klarnet i fagot (2016)
- Einwürfe na fortepian i instr. dęte drewniane (2018)
- Kwartet smyczkowy 2019 (2019)

### Utwory na taśmę
- Klangfiguren I (1955)
- Klangfiguren II (1956)
- Essay (1958)
- Suite (1961); wyk. polskie Warszawska Jesień 1966
- Terminus 1 (1962)
- Terminus 2 (1967)
- Terminus X (1967)
- Funktion Grün (1967)
- Funktion Gelb (1968)
- Funktion Orange (1968)
- Funktion Rot (1968)
- Funktion Blau (1969)
- Funktion Indigo (1969)
- Funktion Violett (1969)
- Funktion Grau (1969)
- Output (1979)
- Polychromie (2001)
- Polytopie (2010)

## Wybrane publikacje
(na podstawie materiałów źródłowych)
- Serielle und aleatorische Verfahren in der elektronischen Musik, w: „Electronic Music Reports” 4, Utrecht 1971
- Summary Observations on Compositional Theory, Utrecht, 1971
- Aesthetic Integration of Computer-Composed Scores, w: „Computer Music Journal” 7 (4), Cambridge Mass. 1983
- Segmente – eine musikalische Landschaft, w: „Interface”, Vol. 21, nr 1, Lisse 1992
- Ästhetische Praxis. Texte zur Musik
  - Vol. 1 1954–61, Saarbrücken, 1991
  - Vol. 2 1962–67, Saarbrücken, 1992
  - Vol. 3 1968–91, Saarbrücken, 1993
  - Vol. 4 Supplement I, Saarbrücken, 1999
  - Vol. 5 Supplement II, Saarbrücken, 2002
  - Vol. 6 Supplement III, Saarbrücken, 2007